# James Parker (Politiker, 1776)
James Parker (* 3. März 1776 in Bethlehem, Hunterdon County, Province of New Jersey; † 1. April 1868 in Perth Amboy, New Jersey) war ein US-amerikanischer Politiker. Zwischen 1833 und 1837 vertrat er den Bundesstaat New Jersey im US-Repräsentantenhaus.

## Werdegang
Nach dem Unabhängigkeitskrieg zog James Parker nach Perth Amboy. Später studierte er bis 1793 am Columbia College in New York City. Danach bewirtschaftete und verwaltete er die großen von seinem Vater ererbten Ländereien. Außerdem arbeitete er als Landvermesser. Gleichzeitig begann er eine politische Laufbahn. Zwischen 1806 und 1827 war er mehrfach Abgeordneter in der New Jersey General Assembly. Im Jahr 1815 amtierte er als Bürgermeister von Perth Amboy. In dieser Stadt leitete er zwischen 1829 und 1833 auch die Zollbehörde.
In den 1820er Jahren schloss sich Parker der Bewegung um den späteren Präsidenten Andrew Jackson an. Er wurde Mitglied der von diesem 1828 gegründeten Demokratischen Partei. Bei den Kongresswahlen des Jahres 1832 wurde er für den vierten Sitz von New Jersey in das US-Repräsentantenhaus in Washington, D.C. gewählt, wo er am 4. März 1833 die Nachfolge von Thomas H. Hughes antrat. Nach einer Wiederwahl konnte er bis zum 3. März 1837 zwei Legislaturperioden im Kongress absolvieren. Dort wurde seit dem Amtsantritt von Präsident Jackson heftig über dessen Politik diskutiert. Dabei ging es um die umstrittene Durchsetzung des Indian Removal Act, den Konflikt mit dem Staat South Carolina, der in der Nullifikationskrise gipfelte, und die Bankenpolitik des Präsidenten.
Nach dem Ende seiner Zeit im US-Repräsentantenhaus nahm James Parker seine früheren Tätigkeiten wieder auf. In den folgenden Jahren war er Mitglied in mehreren Kommissionen zur Festlegung der Grenzen zwischen den Staaten New Jersey und New York. Im Jahr 1844 war Parker Delegierter auf einer Versammlung zur Überarbeitung der Staatsverfassung. Er starb am 1. April 1868 im Alter von 92 Jahren in Perth Amboy. Sein Enkel Richard W. Parker (1848–1923) wurde ebenfalls Kongressabgeordneter.